# Estadio Aliardo Soria
El Estadio Aliardo Soria (conocido como el Estadio Oficial de Pucallpa) es un recinto deportivo para la práctica de fútbol ubicado en la ciudad de Pucallpa, en el barrio de Bellavista, departamento de Ucayali.
El estadio es propiedad del Instituto Peruano del Deporte. En él, juegan sus partidos de local el Rauker FC de la Liga 3 y los clubes de la Copa Perú: Sport Loreto, Deportivo Pucallpa, Deportivo Bancos, La Loretana y Deportivo Hospital.

## Historia
Aliardo Soria Pérez (Contamana, 1927-Pucallpa, 2002) llegó a la ciudad de Pucallpa desde los catorce años. Durante su adultez fue fundador de la fábrica de bebidas gaseosas La Loretana. La fama de las bebidas llegó al fútbol a través de su club homónimo. El nombre del estadio fue adoptado por el congresista Tubino Arias quien colaboró en la llegada del equipo a la Copa Perú.

### Partidos internacionales
| Fecha      | Local          | Resultado | Visitante | Competición            |
| ---------- | -------------- | --------- | --------- | ---------------------- |
| 31-07-2012 | Unión Comercio | 0 - 0     | Envigado  | Copa Sudamericana 2012 |

### Finales de Torneos
| Fecha      | Local         | Resultado | Visitante           | Competición                 |
| ---------- | ------------- | --------- | ------------------- | --------------------------- |
| 16-12-2009 | Tecnológico   | 1 - 1     | León de Huánuco     | Final Copa Perú 2009 (Ida)  |
| 13-10-2013 | San Alejandro | 1 - 3     | Los Caimanes        | Final Segunda División 2013 |
| 15-12-2014 | Sport Loreto  | 4 - 1     | Unión Fuerza Minera | Final Copa Perú 2014 (Ida)  |

## Implementación
El estadio Aliardo Soria Pérez fue un estadio polideportivo; parte de los deportes como el vóley y el baloncesto son realizados oficialmente en el Coliseo Cerrado de Pucallpa. Los derechos de transmisión y publicidad están gestionados por la Gerencia de Desarrollo Social del Gobierno Regional (según la cuarta directiva en el 2013).
Tenía un aforo para 15 000 espactadores cómodamente sentados. En abril de 2010 empezaron las obras del Gobierno Regional de Ucayali: La primera etapa fue ampliación y techado del recinto, e impelementación de nuevo césped sintético, lo cual aumentó su aforo a 17 848 espectadores y con los requerimientos necesarios por la comisión de licencias para el desarrollo de fútbol profesional. Esa parte fue inaugurada en julio de 2012. En la segunda etapa, durante el 2015, reemplazaría la pista atlética y césped para usar equipamientos provenientes de España.